# Monmouthshire
Monmouthshire (Sir Fynwy in gallese) è una contea del sud-est del Galles. Il nome deriva dalla storica contea di Monmouthshire, di cui copre il 60% più orientale.

## Geografia fisica
La contea confina a nord ed a nord-est con l'Herefordshire, a est con il Gloucestershire (in Inghilterra), a sud si affaccia sull'ampio estuario del Severn, a ovest confina con i distretti unitari di Blaenau Gwent, Torfaen e Newport.
Il territorio è montuoso nel nord-ovest dove si estendono le estreme propaggini del Brecon Beacons e delle Black Mountains. A nord e nell'area centro-orientale è prevalentemente collinare. Il centro della contea e l'area costiera, che si affaccia sull'estuario del Severn, è prevalentemente pianeggiante. Il fiume principale è il Wye (Afon Gwy in gallese) che segna il confine orientale con l'Inghilterra, mentre il suo affluente di destra, il fiume Monnow, segna il confine settentrionale. Il Monnow riceve a sua volte le acque dell'Honduu che nasce nelle Black Mountains. Alla confluenza del Monnow con il Wye sorge la storica cittadina di Monmouth (Trefynwy in gallese).
Nel nord-est e nell'area centro-orientale della contea scorre il fiume Usk nella cui valle è posta la cittadina di Abergavenny (Y Fenni in gallese) circondata da colline. Altri centri della contea sono Raglan, Chepstow (posta sul fiume Wye non lontana dalla costa) e Caldicot posta in prossimità della costa, all'ingresso del tunnel ferroviario che attraversa l'estuario del Severn.

## Amministrazione
La contea è una unitary authority nata il primo aprile del 1996 in attuazione del Local Government (Wales) Act del 1994. Essa copre la parte orientale della contea tradizionale di Monmouthshire.
Il consiglio di contea ha sede a Cwmbran che è posta nel territorio del distretto unitario di Torfaen, al di fuori dei confini dell'attuale contea di Monmouthshire.
Dal punto di vista dell'ordine pubblico, la contea fa riferimento alla Gwent Police.

## Monumenti e luoghi d'interesse

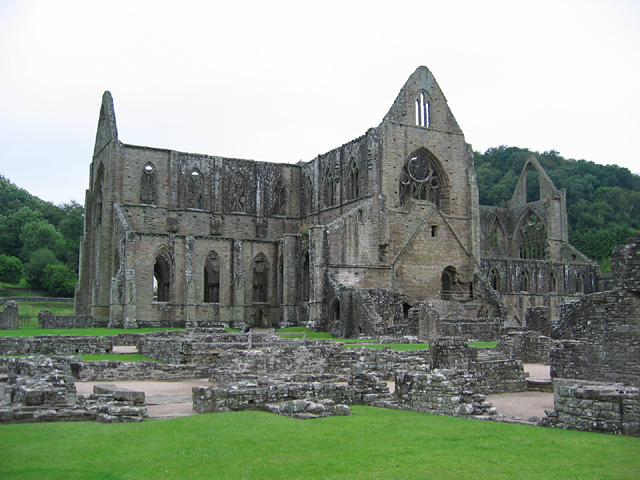
Abbazia di Tintern

- Abbazia di Tintern, nella valle del Wye, ruderi dell'abbazia fondata nel 1131 ed immortalata dai quadri di Turner e dalla poesia di Wordsworth.
- Big Pit, museo dell'industria mineraria a Blaenavon (Torfaen)
- Castello di Abergavenny
- Castello di Caldicot
- Castello di Chepstow, da una altura domina il fiume Wye ed il confine con l'Inghilterra.
- Castello di Raglan, l'ultimo castello medievale costruito in Gran Bretagna.
- Monmouth, storica cittadina con un ponte del XIII secolo sul fiume Monnow.
- Il fiume Wye
- Llanrumney, distretto di Cardiff ove nacque il corsaro Henry Morgan
- Llanfrechfa, distretto di Torfaen, luogo natale del cantante Mal